# Општина Ипателе (Јаши)
Ипателе (рум. Ipatele) општина је у Румунији у округу Јаши.
Oпштина се налази на надморској висини од 244 m.